# HMT Limited
HMT Limited, anteriormente Hindustan Machine Tools Limited, es una empresa india dedicada a la industria electrónica, controlada por el Ministerio de Industrias Pesadas del Gobierno de la India. Fundada en 1953 como empresa de fabricación de máquinas herramienta, se diversificó en la producción de relojes, tractores, maquinaria de impresión, prensas para chapas de metal, maquinaria para el procesamiento de plásticos moldeados, sistemas de control numérico y rodamientos. HMT tiene su sede en Bangalore.
La división de fabricación de relojes, HMT Watches, se abrió en 1961. Durante las décadas de 1970 y 1980, la compañía fue el mayor proveedor de relojes de pulsera en la India, con estilos populares que incluían los modelos Janata y Pilot. La división cerró en 2016, en gran parte debido a su mala administración, que provocó grandes pérdidas. Ese mismo año, el Gobierno de la India también cerró HMT Chinar Watches Ltd., HMT Bearings y HMT Tractors. HMT Machine Tools Limited todavía fabrica máquinas y herramientas industriales con una fuerza laboral de alrededor de 2500 personas en seis unidades de fabricación ubicadas en Bangalore (unidad principal), Cochín, Hyderabad (2 unidades), Pinjore y Ajmer. Estas instalaciones sirven principalmente a la industria de defensa nacional y a instituciones gubernamentales y educativas de la India.
Las filiales de propiedad absoluta de HMT incluyen HMT Machine Tools Limited y HMT International Limited. La compañía también posee una participación mayoritaria en Praga Tools Limited (51%).

## Historia
Hindustan Machine Tools fue fundada en 1953 por el Gobierno de la India como empresa de fabricación de máquinas herramienta. Con el paso de los años, la empresa se diversificó notablemente. La tecnología se integró en todos los grupos de productos mediante colaboraciones con fabricantes de renombre mundial y se fortaleció aún más mediante la continua gestión interna de investigación y desarrollo.
En la actualidad, HMT consta de seis filiales bajo el control de un holding, que también gestiona directamente el negocio de tractores.
HMT Limited adquirió Praga Tools Limited como una de sus filiales en 1988. La empresa adquirida se había fundado en mayo de 1943 como Praga Tools Corporation Limited para la fabricación de máquinas herramienta, con sede en Secunderabad. En 1963, cambió su nombre a Praga Tools Limited. Se dedica principalmente a la fabricación de máquinas herramienta, incluyendo máquinas de control numérico.

### División de relojería

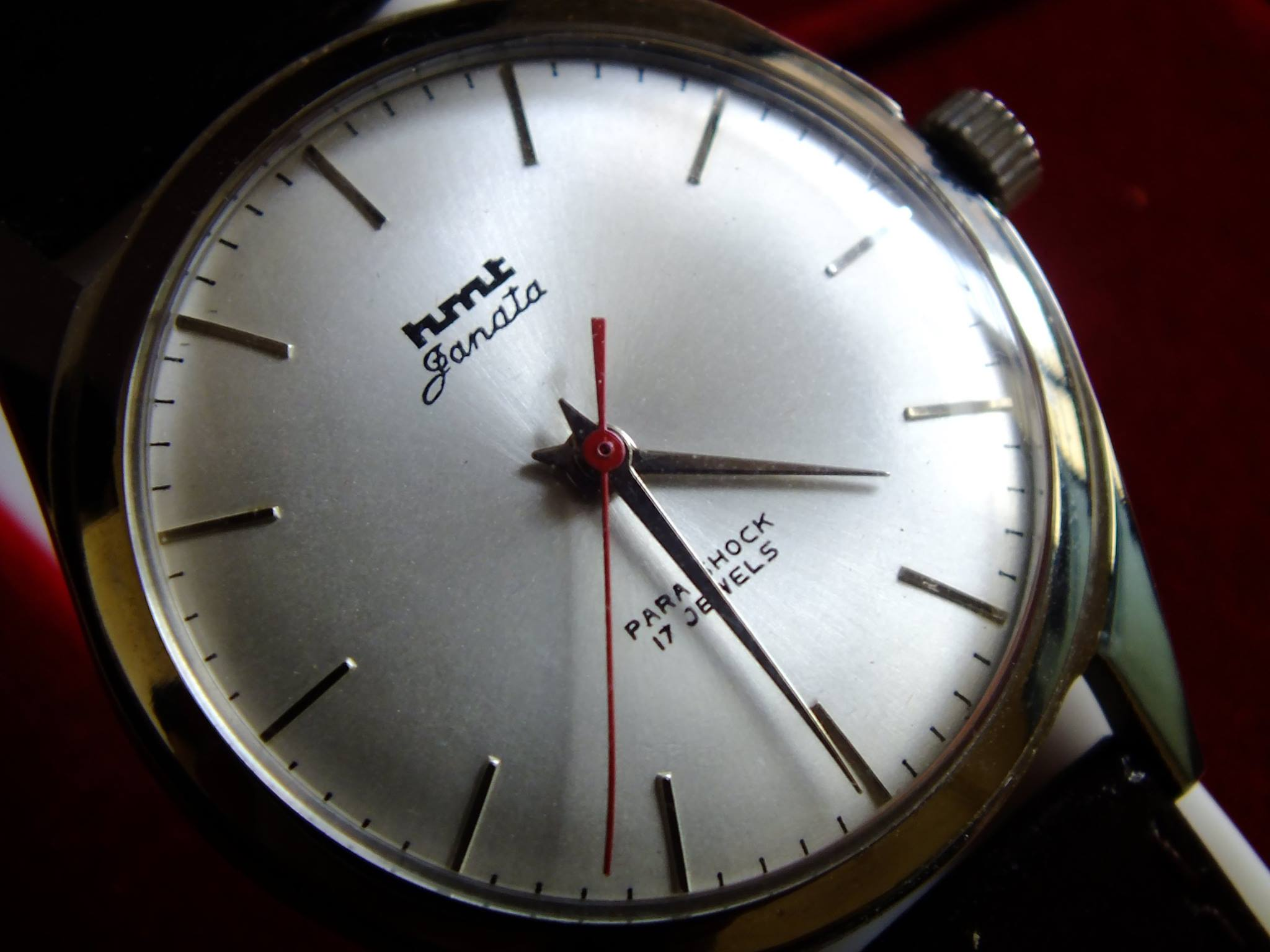
Reloj HMT Janata

HMT estableció una fábrica de relojes en Bangalore en colaboración con la empresa japonesa Citizen en 1961. La primera tanda de relojes de pulsera mecánicos (de cuerda manual) fabricados aquí fue lanzada por el entonces Primer ministro de la India Jawaharlal Nehru. El reloj mecánico más popular fue el HMT Janata. Otros modelos de relojes mecánicos incluían el HMT Pilot, el HMT Jhalak (tipo esqueleto, con la maquinaria parcialmente a la vista), el HMT Sona, el HMT Braille, el HMT Sujata y el HMT Rajat.
En 1972, HMT amplió su capacidad de fabricación de relojes con una planta junto a la fábrica de Bangalore para producir más relojes. En 1975, la fábrica de relojes de Bangalore se amplió aún más para fabricar componentes de muelles principales, espirales y amortiguadores. HMT estableció nuevas instalaciones de fabricación para producir conjuntos de componentes de relojes en Tumkur en 1978 y en Ranibagh en 1985. La fábrica de Tumkur se reconvirtió parcialmente para fabricar relojes analógicos de cuarzo en colaboración con Citizen. Para atender a este nicho de mercado, en 1983 se estableció en Bangalore una planta especializada en la fabricación de cajas de relojes.
Desde 1985, HMT Watches se dedicó a la fabricación de relojes florales, relojes solares, relojes internacionales y relojes de torre, siendo el más popular el reloj de jardín de Lal Bagh en Bangalore. En el año 2000, el grupo HMT Watch Business se reestructuró como HMT Watches Limited, una filial propiedad al 100 % de HMT Limited.
En septiembre de 2014, el Gobierno de la India cerró gradualmente las operaciones de HMT. A finales de 2016 se retiró el sitio web de los relojes HMT.

### Adquisición
En septiembre de 2016, el Gobierno de la India cerró algunas divisiones de HMT: HMT Watches Ltd, HMT Bearings, HMT Tractors y HMT Chinar Watches Ltd. Las razones principales fueron que la empresa había estado generando pérdidas durante más de una década. Durante 2012-13, la empresa tuvo unas pérdidas de 242 millones de rupias, con unos ingresos de tan solo 11 millones de rupias. Por el contrario, el negocio de relojes de la competencia, la firma Titan, informó ventas de 1.675 nillones de rupias durante el mismo año. El gobierno también intentó reestructurar el grupo en 1999 para mejorar sus finanzas, pero la empresa continuó generando pérdidas. Mientras que en la década de 1980 varias nuevas empresas ingresaron al mercado con diseños más nuevos y técnicas de producción más modernas, se dice que HMT se vio obstaculizada por la lentitud en la toma de decisiones y no pudo competir. Las divisiones de máquinas-herramienta de HMT en Bangalore, Hyderabad y Kochi (Kalamassery) siguen operativas y atienden a los sectores industrial y de defensa de la India y del extranjero. El Gobierno de la India está considerando la adquisición de HMT por parte de Junta de la Fábrica de Artillería.

## Unidades operativas

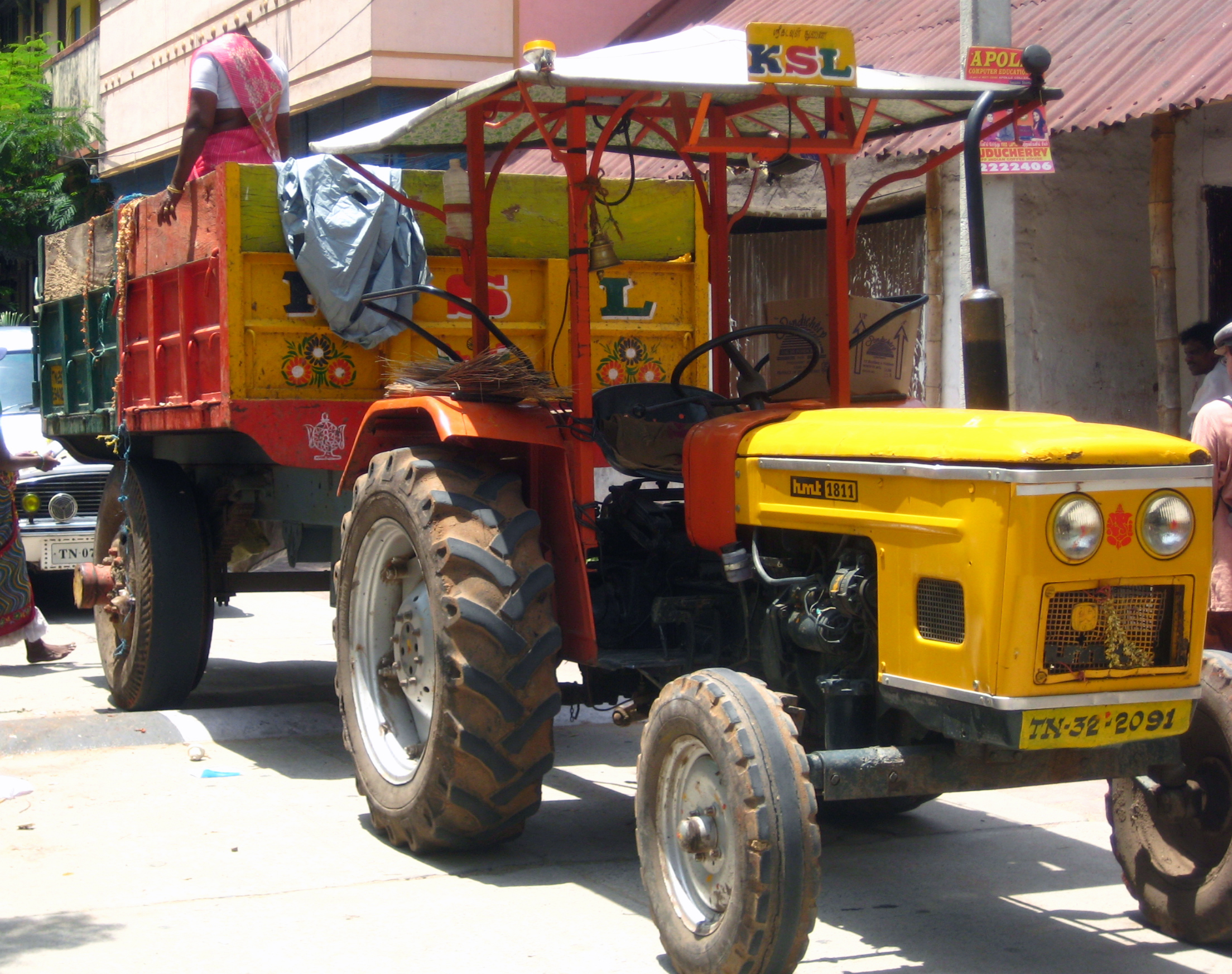
Tractor HMT 1811

HMT Limited contaba con 18 unidades de fabricación. Las filiales que la componen se detallan a continuación, mientras que el holding conserva el grupo empresarial de tractores.
El negocio de tractores de HMT inició sus operaciones en 1971 en colaboración técnica con Zetor, mediante un acuerdo de licencia con Motokov, la división de exportación de Checoslovaquia. HMT inició sus operaciones con la fabricación del Zetor 2511 (un tractor de 25 CV) en la planta de Pinjore, en el estado de Haryana. A lo largo de los años, la factoría ha desarrollado tractores con potencias comprendidas entre 25 y 75 CV.
La división de máquinas-herramienta de HMT continúa sus operaciones e introduce tecnologías de vanguardia en el mercado industrial indio. La unidad de Kochi ha entrado en la fabricación de equipos para el sector de defensa naval indio mediante la fabricación de sistemas de engranajes de dirección.
| 1953 | Máquinas Herramienta I                     | Bengaluru   | Karnataka         |
| 1961 | Máquinas Herramienta II                    | Bengaluru   | Karnataka         |
| 1962 | Fábrica de Relojes I                       | Bengaluru   | Karnataka         |
| 1963 | Máquinas Herramienta III                   | Pinjore     | Haryana           |
| 1965 | Máquinas Herramienta IV                    | Kalamassery | Kerala            |
| 1967 | Máquinas Herramienta V                     | Hyderabad   | Andhra Pradesh    |
| 1971 | División de Tractores                      | Pinjore     | Haryana           |
| 1971 | División de Fundición a Presión            | Bengaluru   | Karnataka         |
| 1972 | División de Maquinaria de Impresión        | Kalamassery | Kerala            |
| 1972 | Fábrica de Relojes II                      | Bengaluru   | Karnataka         |
| 1973 | División de Maquinaria de Precisión        | Bengaluru   | Karnataka         |
| 1975 | Máquinas-Herramienta VI                    | Ajmer       | Rajastán          |
| 1975 | HMT (International) Ltd.                   | Bengaluru   | Karnataka         |
| 1975 | Fábrica de Relojes III                     | Srinagar    | Jammu y Cachemira |
| 1978 | Fábrica de Relojes IV                      | Tumkur      | Karnataka         |
| 1981 | HMT Rodamientos Limited                    | Hyderabad   | Telangana         |
| 1981 | Relojes Analógicos de Cuarzo               | Bengaluru   | Karnataka         |
| 1982 | Fábrica de Relojes V                       | Ranibagh    | Uttar Pradesh     |
| 1982 | División Especializada en Cajas de Relojes | Bengaluru   | Karnataka         |
| 1983 | División de Motores Paso a Paso            | Tumkur      | Karnataka         |
| 1985 | División de Husillos de Bolas              | Bengaluru   | Karnataka         |
| 1986 | División de Sistemas de Control Numérico   | Bengaluru   | Karnataka         |
| 1991 | División Central de Reacondicionamiento    | Bengaluru   | Karnataka         |